# Le Héros aux mille et un visages
Le Héros aux mille et un visages (en anglais : The Hero with a Thousand Faces) est un essai de mythologie comparée publié en 1949 par le spécialiste des mythes Joseph Campbell. Campbell y propose un schéma narratif archétypique, celui du voyage du héros, qu'il dégage de l'étude de différentes mythologies. C'est la première publication dans laquelle Campbell élabore sa théorie du monomythe, qu'il développe dans ses ouvrages suivants.
Depuis la publication du Héros aux mille et un visages, la théorie de Campbell a été appliquée délibérément par de nombreux artistes et écrivains dans le monde. L'un des plus fameux est George Lucas, qui a reconnu s'être inspiré de Campbell pour concevoir l'intrigue des films de Star Wars.
En avril 2010, les éditions OXUS ont publié une nouvelle édition en français du Héros aux mille et un visages. Cette édition a suivi la nouvelle édition américaine réalisée en 2008.

## Résumé
Selon la théorie de Campbell, les principaux mythes présents à travers le monde, et qui ont survécu à des milliers d'années, partagent la même structure fondamentale, qu'il nomme monomythe. Dans l'introduction du Héros aux mille et un visages, il résume le monomythe en une citation devenue célèbre :

« Un héros s'aventure à quitter le monde du quotidien pour un territoire aux prodiges surnaturels : il y rencontre des forces fabuleuses et y remporte une victoire décisive. Le héros revient de cette mystérieuse aventure avec la faculté de conférer des pouvoirs à son prochain. »

Dans sa conception du monomythe, Campbell décrit un voyage qui comprend un certain nombre d'étapes. Le héros débute dans un monde ordinaire, et reçoit un appel à entrer dans un monde insolite, aux étranges pouvoirs et événements (un appel à l'aventure).
S'il accepte d'y entrer, le héros doit faire face à des tâches et des épreuves (route des épreuves) et peut y faire face seul ou se voir aidé. Au paroxysme de l'aventure, le héros doit survivre à un défi impitoyable, souvent grâce à l'aide gagnée au cours de son voyage.
Si le héros survit, il acquiert un grand don (objectif ou « aubaine »), qui se traduit souvent par une importante découverte de soi. Il doit alors décider s'il revient dans le monde ordinaire avec ce pouvoir, en ayant à faire face à des épreuves, sur le chemin du retour. S'il y parvient, les pouvoirs qu'il a reçus serviront pour améliorer le monde (application de l'aubaine).
Rares sont les mythes qui contiennent toutes ces étapes — certains mythes en comportent beaucoup, d'autres très peu. Certains mythes peuvent n'avoir qu'une seule étape, d'autres mythes les échelonnent dans un ordre différent. Ces étapes peuvent être organisées de plusieurs façons, y compris la division en trois sections : Partance (séparation), Initiation et Retour.
Partance traite du héros partant en quête, Initiation parle des aventures diverses du héros, au long du chemin, et Retour décrit le retour à la maison, avec les connaissances et compétences acquises lors du voyage.
Les exemples classiques du monomythe invoqué par Campbell et d'autres chercheurs racontent les histoires d'Osiris, Prométhée, Bouddha, Moïse et Jésus. Campbell cite de nombreux autres mythes classiques, provenant de nombreuses cultures, qui respectent cette structure de base.
Bien que Campbell propose un commentaire sur le voyage du héros en s'appuyant sur les concepts freudiens populaires dans les années 1940 et 1950, la structure monomythique n'est pas liée à ces concepts. De même, Campbell utilise un mélange d'archétypes de Jung — Forces inconscientes — et d'Arnold van Gennep — structuration des rituels de rites de passage — dans le but d'apporter certains éclaircissements.
Ce modèle de voyage du héros a influencé des artistes et intellectuels du monde entier, ce qui confère une utilité fondamentale aux idées de Campbell, indépendantes des concepts universitaires et autres formes d'analyse du milieu du XXe siècle.

## Contexte d'écriture
Pour développer son modèle du héros, Campbell s'est appuyé sur les travaux de théoriciens du début du XXe siècle, comme Freud (en particulier le complexe d'Œdipe), Carl Jung (figures archétypales et inconscient collectif), et Arnold Van Gennep (les trois étapes de ses « rites de passage » sont baptisées par Campbell « Départ », « Initiation » et « Retour »). Il connaissait également les travaux du psychologue Otto Rank et des ethnographes James Frazer et Franz Boas. Campbell appela donc le voyage du héros le monomythe en référence au romancier James Joyce. Campbell était un spécialiste reconnu de James Joyce (en 1944, il a coécrit Skeleton Key to Finnegans Wake avec Henry Morton Robinson), et il a emprunté le terme de « monomythe » au Finnegans Wake de Joyce. En outre, l’Ulysse de Joyce a influencé la structure du Héros aux mille visages.

### Publication
Le livre a été publié en 1949 par Pantheon Press pour le compte de la Bollingen Foundation (fondation qui se consacrait à la publication universitaire). C'est le dix-septième titre de la collection Bollingen Series. Cette collection a été reprise par la Princeton University Press, qui a conservé les droits d'édition jusqu'en 2006. Révisé par Campbell en 1968, Le Héros aux mille et un visages a été réimprimé plusieurs fois. Après la sortie de Star Wars, épisode IV : Un nouvel espoir en 1977, l'image de Luke Skywalker (Mark Hamill) a été utilisée comme illustration de couverture. Princeton University Press a effectué un tirage commémoratif de la deuxième édition en 2004, à l'occasion du centenaire, la même année, de la naissance de Campbell et de la fondation de cette maison d'édition. Une troisième édition, établie par la Joseph Campbell Foundation et publiée par New World Library, a vu le jour en juillet 2008 dans le cadre de la publication des œuvres complètes de Joseph Campbell (Collected Works of Joseph Campbell) dont The Hero with a Thousand Faces est le douzième titre.
Le Héros aux mille et un visages a été traduit en plus de vingt langues (espagnol, portugais, français, allemand, italien, japonais, coréen, chinois simplifié et traditionnel, turc, néerlandais, grec, danois, persan, polonais, tchèque, croate, serbe, slovène, russe…) et il s'en est vendu plus d'un million d'exemplaires dans le monde entier.

## Des héros et des héroïnes
On a fait la remarque que Campbell semblait concevoir le monomythe du voyage du héros dans Le Héros aux mille et un visages comme très masculin. Or, il y a des exceptions comme la princesse des frères Grimm dans le conte Le Roi-Grenouille et l'épopée de la déesse-héroïne Inanna dans sa descente aux enfers qui figurent en bonne place dans le schéma de Campbell. Le héros est aussi bien l'héroïne. D'ailleurs, dans son dernier ouvrage Puissance du mythe (transcription de ses célèbres conversations télévisées avec Bill Moyers) en 1988, Campbell valorise nettement les anciennes mythologies, notamment agricoles et hindoues, mettant une déesse au cœur des grands récits.
Campbell préfaça également à la fin de sa vie un ouvrage-clef de l'archéologue Marija Gimbutas, Le Langage de la Déesse paru en 1989, qui étudie plus de 25 000 statuettes dédiées à des figures divines féminines et montre leur prédominance au Néolithique avant l'établissement des grandes religions dominées par un dieu masculin. Pour Campbell, ces mythologies féminines nous enseignent notamment le respect de la Terre-Mère et de notre environnement. Il regretta publiquement de n'avoir pas connu les travaux de Marija Gimbutas lorsqu'il écrivait Le Héros aux mille et un visages car il aurait alors pu donner une place plus grande aux héroïnes divines :

« Les grandes mythologies et une grande partie des contes prennent le point de vue masculin. Quand j'écrivais Le Héros aux mille visages et que je voulais parler d'héroïnes, je suis allé vers des contes de fées. Ils ont été racontés par des femmes pour les enfants, vous le savez, et vous obtenez une perspective différente. Ce sont les hommes qui se sont impliqués dans la plupart de filature[Quoi ?] des grands mythes. Les femmes étaient bien trop occupées pour trouver le temps de s'asseoir et de réfléchir à des histoires […] »

« Dans L'Odyssée cependant, vous verrez trois voyages. Le premier est celui de Télémaque, le fils, qui va à la recherche de son père. Le second est celui du père, Ulysse, qui est lié au principe féminin dans le sens de la relation épanouie homme-femme, plutôt que de la maîtrise masculine de la femme qui a été au centre de L'Iliade. Et le troisième est celui de Pénélope elle-même, dont le voyage est l'endurance […]. »

— Joseph Campbell, Pathways to Bliss: Mythology and Personal Transformation, édité par David Kudler, Novato (Californie), New World Library, 2004, p. 145, 159.

## Influence de l'œuvre
Dans Pathways to Bliss Mythology and Personal Transformation (« Des chemins vers la félicité : mythologie et la transformation personnelle »), un livre tiré des dernières conférences et formations données par Campbell, il dit à propos des artistes et du monomythe :

« Les artistes sont des passeurs de magie. Évoquant des symboles et des motifs qui nous relient à notre moi profond, ils peuvent nous aider le long du parcours héroïque de nos propres vies. […] L'artiste est destiné à placer les objets de ce monde dans une perspective telle qu'à travers eux l'on fera l'expérience de cette lumière, de ce rayonnement qui sont ceux de notre conscience et qui à la fois cachent toutes choses mais les révèlent lorsqu'elles sont regardées sous le bon angle. Le voyage du héros est l'un de ces schémas universels à travers lesquels ce rayonnement éclate. Ce que je pense, c'est qu'une bonne vie est une succession de voyages héroïques. Maintes et maintes fois, vous êtes appelé à l'aventure, vers de nouveaux horizons. Chaque fois se pose la même question : vais-je oser ? Et si vous osez, arrivent les dangers, mais l'aide aussi, et enfin le triomphe ou l'échec. L'échec est toujours possible. Mais il y a aussi la possibilité du bonheur. »

Le Héros aux mille et un visages a influencé de nombreux artistes, musiciens, poètes et cinéastes, dont Bob Dylan, Jim Morrison et George Lucas. Mickey Hart, Bob Weir et Jerry Garcia du Grateful Dead avaient pris conscience depuis longtemps de l'influence de Campbell, et ont accepté de participer à un séminaire avec lui en 1986 intitulé From Ritual to Rapture (du rituel au ravissement).
Stanley Kubrick a fait connaître le livre à Arthur C. Clarke pendant la rédaction du scénario de 2001, l'Odyssée de l'espace.
L'usage délibéré fait par George Lucas de la théorie du monomythe de Campbell dans la création des films Star Wars est bien documenté. Campbell et Bill Moyers ont examiné l'utilisation faite par Lucas du Héros aux mille et un visages lors d'un célèbre entretien filmé chez Lucas Skywalker Ranch et diffusé en 1988 sur PBS puis sorti en DVD sous le titre La Puissance du mythe. Lucas a lui-même expliqué comment les travaux de Campbell ont affecté son approche de la narration et de la réalisation cinématographique.
Le romancier Richard Adams reconnaît une dette envers le travail de Campbell, et plus particulièrement sa notion de monomythe. Dans son œuvre la plus connue, Les Garennes de Watership Down, Adams cite en débuts de chapitres des extraits du Héros aux mille et un visages.
L'auteur Neil Gaiman, dont le travail est souvent perçu comme exemplaire de la structure du monomythe, dit qu'il avait commencé à lire Héros aux mille et un visages, mais s'est refusé à aller plus loin. « Au milieu du Héros aux mille et un visages je me surpris à penser "si cela est juste — je ne veux pas en savoir davantage". Je préfère ne pas connaître ce genre de théorie. Je préfère faire ce qui me paraît authentique et coïncider accidentellement avec ce modèle plutôt que d'être guidé par ce modèle. »
Beaucoup de chercheurs et de commentateurs ont remarqué combien les romans de la populaire série Harry Potter de J. K. Rowling correspondent au schéma du monomythe. À ce jour, cependant, Rowling n'a ni confirmé qu'elle ait utilisé les travaux de Campbell comme source d'inspiration, ni nié qu'elle ait jamais lu Le Héros aux mille et un visages.
Damon Lindelof et Carlton Cuse, les showrunners de la série Lost : Les Disparus, se réclament également des théories de Joseph Campbell. Dans un bonus DVD de la saison 6, ils évoquent les trajectoires des différents personnages de la série et la façon dont chacune d'entre elles illustre une citation de Campbell et constitue à sa manière un « voyage du héros ».
En France, l'auteur d'essais Laureline Amanieux a présenté Le Héros aux mille et un visages dans son ouvrage Ce héros qui est en chacun de nous, ainsi que l'ensemble des travaux de Joseph Campbell, tout en prolongeant ses analyses dans la Littérature et la société contemporaine.

## Critiques
Le Héros aux mille et un visages a suscité des critiques de la part des universitaires étudiant les mythologies ainsi que d'artistes (notamment des écrivains).

### Ouvrages de Campbell développant le monomythe
- Le Héros aux mille et un visages, Robert Laffont, 1977.
- Les Héros sont éternels, Seghers, 1987.
- Le Héros aux mille et un visages, Oxus, avril 2010  (ISBN 978-2848981222).

### Ouvrages appliquant le concept à différents domaines
- Le guide du scénariste, Christopher Vogler, Dixit, 2002.
- Ce héros qui est en chacun de nous, Laureline Amanieux, Albin Michel, 2011.

### Études savantes à propos de Campbell
- (en) Alan Dundes, Sacred Narrative: Readings in the Theory of Myth, 1984.
- (en) Druscilla French, The power of choice : a critique of Joseph Campbell's "monomyth," Northrop Frye's theory of myth, Mark Twain's orthodoxy to heresy, and C.G. Jung's God-image, thèse de doctorat (PhD), Carpinteria (Californie), Pacifica Graduate Institute, 1998.
- Lesley Northup, "Myth-Placed Priorities : Religion and the Study of Myth", Religious Studies Review, n°32.1, 2006, pages 5–10.